# Enfermeras
Enfermeras es una serie de televisión de drama médico colombiana producida por Ana María Pérez para RCN Televisión, cuyo primer episodio fue emitido el 23 de octubre de 2019. El foco de la historia retrata las vidas de varios enfermeros del hospital Santa Rosa, entre ellos María Clara González y el doctor Carlos Pérez.
Está protagonizada por Diana Hoyos y Sebastián Carvajal, junto a las participaciones antagónicas de Viña Machado, Pedro Palacio, Susana Rojas,  Lucho Velasco, Mariana Gómez, Tatiana Ariza y Paula Barreto. Cuenta, además, con las actuaciones estelares de Nina Caicedo y Julián Trujillo. Tras el retiro de Diana y Sebastián de la serie, el protagónico paso a manos de Majida Issa, Luciano D' Alessandro y Javier Jattin. 
La producción tiene un formato similar a La ley del corazón, pues en cada episodio se presenta un caso o historia diferente. En adición, la serie posee un amplio equipo de guionistas conformado por Patricia Ramírez, Carolina López, Catalina Palomino, Juliana Lema, Rodrigo Holguín, Carolina Becerra, Jorge Ribón, Andrés Guevara, Catalina Coy, Diego Chálela, Johanna Gutiérrez. Como directores de escena figuran Víctor Cantillo y Luis Sierra.
La emisión de capítulos originales terminó el 20 de marzo de 2020, debido a que las grabaciones de la novela no habían finalizado antes de la cuarentena establecida en Colombia por la emergencia sanitaria del COVID-19; siendo así retransmitida desde un principio desde el 24 de marzo de 2020, en las horas de la noche, para luego ser trasladada para las mañanas. La producción se reanudó el 26 de octubre de 2020, bajo las medidas de higiene y seguridad; reanudando sus emisiones el 12 de enero de 2021. Después de 429 episodios y 2 temporadas emitidas, la serie finalizó el 12 de agosto de 2022.

## Sinopsis
María Clara González trabaja como jefe de enfermeras en uno de los hospitales más reconocidos de la ciudad: el Santa Rosa de Bogotá. La vida parece sonreírle de no ser por la monotonía en la que ha caído su matrimonio con Román, con el que tiene dos hijos. El día de su aniversario, María Clara toma la decisión de reconquistar a su esposo y reserva una habitación de hotel para pasar la noche con él. No obstante, Román sufre un infarto en el lugar y es trasladado de emergencia para que reciba ayuda médica. María Clara pasa la noche a su lado. Al día siguiente, llega una mujer de nombre Paula acompañada de su pequeño hijo, y le dice a la enfermera que se trata del primogénito de Román. A partir de allí, María Clara se va desilusionando cada vez más de su marido, al punto de planear su divorcio.
Por otra parte, al hospital llega un joven residente de medicina interna, el Dr. Carlos Pérez, quien de inmediato tiene una conexión especial con María Clara, convirtiéndose más adelante en más que una amistad. Sin embargo, su relación se verá empañada por múltiples obstáculos, cuando Maritza y Valeriano, esposa y padre de Carlos, respectivamente, se enteren de lo que sucede entre ellos. Además, la enemistad de María Clara con la jefa Gloria, la oposición de sus hijos respecto a su nuevo amor, los negocios turbulentos que ocurren dentro del hospital por cuenta de Manuel Castro, director científico del mismo, y la aparición de una nueva persona en la vida del Dr. Pérez, harán que sus vidas tomen rumbos distintos.

## Reparto
- Diana Hoyos como Jefe María Clara González
- Sebastián Carvajal como Dr. Carlos Pérez
- Viña Machado como Jefe Gloria Mayorga Moreno[6]
- Julián Trujillo como Jefe Álvaro Rojas / Dr. Fernando Rojas
- Luciano D' Alessandro como Dr. Félix Andrade
- Lucho Velasco como Dr. Manuel Alberto Castro (temporada 1 y 2 recurrente)
- Nina Caicedo como Sol Angie Velásquez "Potra"
- Federico Rivera como Héctor Rubiano "Coco" (temporada 1 y 2)
- María Manuela Gómez como Valentina Duarte González
- Alejandro Tamayo- como Henry Tyler
- Cristian Camilo Rojas como Camilo Duarte González
- Andrés Suárez Montoya como Dr. Agustín Garnica
- María Isabel Henao como Mérida
- Paula Barreto como Victoria Cifuentes
- Tatiana Ariza como Dra. Helena Prieto
- Andrea Rey como Nelly Mejía
- Alejandra Correa como Jefe Inés Chacón
- Viviana Posada como Ivonne Ramírez
- Carolina Gómez como Claudia Jaramillo
- Mariana Gómez como Maritza Santana de Pérez (temporada 1)
- Susana Rojas como Paula Rivera (temporada 1 y 2)
- Pedro Palacio como Román Duarte (temporada 1 y 2)
- Sergio Jaimes Herrera como Dr. Alejandro Valencia
- Vince Balanta como Ginecólogo Dr. Fabio Mosquera
- Ricardo Vélez como Dr. Bernard Mckenzie
- Nayra Castillo como Psicóloga Esperanza Cortés (temporada 1 y temporada 2 invitada)
- Andrea Martínez como Dra. Isabella Domínguez
- Miguel González como Dr. Felipe Mackenzie (temporada 1 y 2)
- Pedro Calvo como Dr. Iñaki Ventura (temporada 1)
- Juan Fernando Sánchez como Dr. Ernesto Álvarez
- Iván Darío Prada como Jefe Martín Moratto
- Marcela Posada como Dra. Ruby Palacino
- Martha Liliana Ruiz como Jefe Evelyn Montaño
- Hernando David Arias como Residente Fernando Arias
- Hugo Gómez como Dr. Valeriano Pérez Salgado (temporada 1 y 2)
- María Cecilia Botero como Beatriz Ramírez Arana (temporada 1 y 2)
- Mónica Gómez como Diana
- Tuto Patiño como Jefe Daniel Hurtado
- Danny Julián Chacón como Dr. Wilson Sanabria
- Luis Fernando Salas como Jaime Dueñas
- Mario Espitia como Dr. Jaime Guerra
- Jessica Mariana Cruz como Mariana Cruz
- Diego Garzón como Luis Tarazona
- Bárbara Perea como Petra
- Alejandra Villafañe como Violeta Mayorga Moreno
- Carlos Kajú como "Chucho"
- Andrés Durán como "Richi"
- Karoll Márquez como Reinaldo
- Óscar Salazar como Óscar Peñate
- Alexandra Serrano como Milena de Peñate
- Tiberio Cruz como Dr. Víctor Castillo
- Hanny Vizcaíno como Sarita
- Mauricio Vélez como Guido
- Carmenza González como Hilda Moreno de Mayorga
- Cristal Aparicio como Eva
- Kristina Lilley como Sofía de Mackenzie (temporada 1)
- Majida Issa como Alex Lujan
- Javier Jattin como Juan Pablo Valderrama
- Marianne Schaller como Katy
- Manuela Valdés como Cristina "Titina" Lagos

## Episodios
| Temporada | Temporada | Episodios | Episodios | Emisión original      | Emisión original     |
| Temporada | Temporada | Episodios | Episodios | Primera emisión       | Última emisión       |
| --------- | --------- | --------- | --------- | --------------------- | -------------------- |
|           | 1         | 100       | 100       | 23 de octubre de 2019 | 20 de marzo de 2020  |
|           | 2         | 329       | 329       | 12 de enero de 2021   | 12 de agosto de 2022 |

## Premios y nominaciones

### Premios India Catalina 2020
| Categoría                                                   | Nominado(a)        | Resultado |
| ----------------------------------------------------------- | ------------------ | --------- |
| Mejor actriz protagónica de telenovela o serie              | Diana Hoyos        | Ganadora  |
| Mejor talento favorito del público                          | Sebastián Carvajal | Ganador   |
| Mejor actriz antagónica de telenovela o serie               | Viña Machado       | Ganadora  |
| Mejor actor antagónico de telenovela o serie                | Lucho Velasco      | Ganador   |
| Mejor talento infantil de la industria audiovisual nacional | Cristian Rojas     | Ganador   |